# Boston United Football Club
Il Boston United Football Club è una società calcistica inglese con sede nella città di Boston (Lincolnshire). Fondato nel 1933, il club partecipa nella National League, ovvero il quinto livello nelle gerarchie del calcio inglese. Il soprannome della squadra "the Pilgrims" fa riferimento ai Padri Pellegrini che, nel XVII secolo, fuggirono negli Stati Uniti e fondarono Boston.

## Storia
Nella stagione 1984-1985 ha raggiunto la finale di FA Trophy, competizione della quale nella stagione 1979-1980 era invece stato semifinalista.
Ha partecipato anche nella Football League, rispettivamente dal 2002 al 2007.

## Allenatori
- Fred Tunstall (1937-1948)
- Fred Tunstall (1952-1953)
- Ray Middleton (1954-1957)
- Raymond King (1957-1960)
- Ray Middleton (1960)
- Paul Todd (1961-1964)
- Fred Tunstall (1964-1965)
- Don Donovan (1965-1969)
- Howard Wilkinson (1975-1976)
- Gordon Bolland (1976-1977)
- Arthur Mann (1984-1986)
- Peter Morris (1992-1994)
- Mel Sterland (1994-1996)
- Greg Fee (1996-1998)
- Steve Evans (1998-2002)
- Neil Thompson (2002-2004)
- Steve Evans (2004-2007)
- Tommy Taylor (2007-2008)
- Stewart Talbot (2009) (Interim)
- Jason Lee (2012)
- Adam Murray (2016-2017)
- Paul Green (2022) (Interim)

## Rosa 2020-2021
Aggiornata al 4 dicembre 2020
| N. |                        | Ruolo | Calciatore           |
| -- | ---------------------- | ----- | -------------------- |
|    | Inghilterra (bandiera) | P     | Dan Haystead         |
|    | Inghilterra (bandiera) | P     | Ricky Drury          |
|    | Galles (bandiera)      | D     | Gareth Jelleyman (c) |
|    | Galles (bandiera)      | D     | Nathan Stainfield    |
|    | Inghilterra (bandiera) | D     | Conor Marshall       |
|    | Inghilterra (bandiera) | D     | Tom Ward             |
|    | Inghilterra (bandiera) | C     | Ben Milnes           |
|    | Inghilterra (bandiera) | C     | Kallum Smith         |
|    | Inghilterra (bandiera) | C     | James Reed           |

| N. |                        | Ruolo | Calciatore         |
| -- | ---------------------- | ----- | ------------------ |
|    | Irlanda (bandiera)     | C     | Paul Green         |
|    | Inghilterra (bandiera) | A     | Ian Ross           |
|    | Inghilterra (bandiera) | A     | Marc Newsham       |
|    | Inghilterra (bandiera) | A     | Ben Fairclough     |
|    | Inghilterra (bandiera) | A     | Spencer Weir-Daley |
|    | Inghilterra (bandiera) | A     | Mark Jones         |
|    | Inghilterra (bandiera) | A     | Jason Lee          |

## Palmarès

### Competizioni nazionali
- National League: 1

2001-2002
- Southern League: 1

1999-2000
- Northern Premier League: 4

1972–1973, 1973–1974, 1976–1977, 1977–1978

### Competizioni regionali
- Lincolnshire Senior Cup: 15

1934–1935, 1936–1937, 1937–1938, 1945–1946, 1949–1950, 1954–1955, 1955–1956, 1956–1957, 1959–1960, 1976–1977, 1978–1979, 1985–1986, 1987–1988, 1988–1989, 2005–2006
- Lincolnshire Senior Shield: 2

2009-2010, 2012-2013

### Altri piazzamenti
- National League:

Terzo posto: 1988-1989
- National League North:

Terzo posto: 2010-2011, 2014-2015, 2019-2020
- Northern Premier League:

Secondo posto: 1971-1972, 1995-1996, 1996-1997, 1997-1998
Terzo posto: 1969-1970, 1993-1994, 2009-2010
Promozione: 1978-1979
- Southern Football League:

Secondo posto: 1998-1999